# Nanjung Ilgi

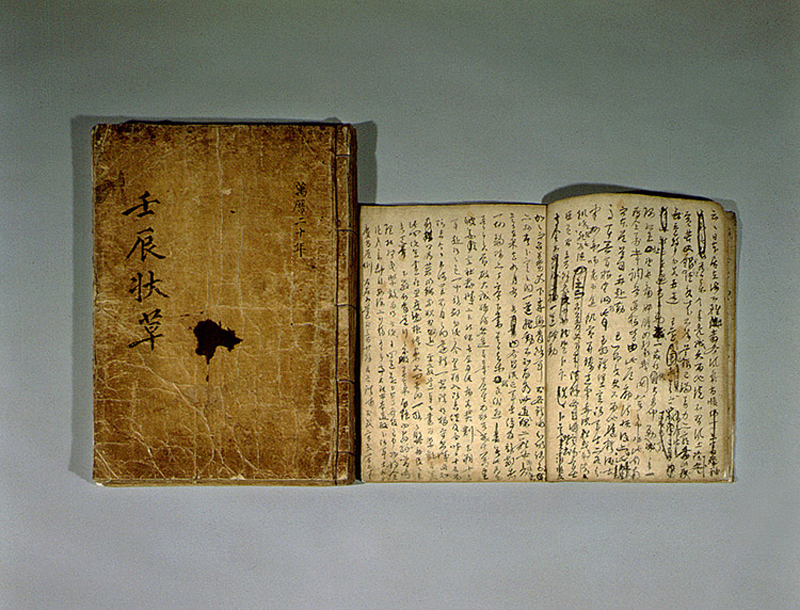
Zwei Bände des Nanjung Ilgi

Die Nanjung Ilgi (koreanisch: 난중일기) sind handschriftliche Tagebuchaufzeichnungen des koreanischen Admirals Yi Sun-sin (이순신) (1545–1598), die er während seiner Kriegseinsätze im Imjin-Krieg (임진 왜란) gegen die japanischen Invasoren von 1592 bis 1598 anfertigte. Die Aufzeichnungen sind insofern einzigartig in der Welt, da sie die persönliche Sicht des Admirals, seine Gefühle, Wetterbeobachtungen, Topografien des Schlachtfeldes und Abläufe der Schlachten sowie auch das Leben der einfachen Leute beschreiben. Einige Gedichte, die Leute jener Tage rezitiert haben, sind ebenfalls in den Büchern zu finden.

## Admiral Yi Sun-sin
Yi Sun-sin lebte zu Zeiten der Joseon-Dynastie (조선왕조) (1392–1910), trat 1580 in den Militärdienst ein und zeigte in einigen Kämpfen gegen die von Norden einfallenden Mandschuren besondere militärische Qualitäten. Diese führten dazu, dass König Seonjo (선조) (1552–1608) ihn mit der Verteidigung des Landes auf See in die Provinz Jeolla entsandte. Yi Sun-sin begann dort mit dem Bau der Geobukseon-Schiffe (거북선) und rang in mehreren Seeschlachten die japanische Seestreitmacht nieder.

## Seine Tagebücher
Von den Tagebücher des Admirals Yi Sun-sin, die ursprünglich aus acht Bänden bestanden, sind sieben Bände noch erhalten und besitzen einen Umfang insgesamt 205 Seiten. Seine Aufzeichnungen, die er über sieben Jahre lang mit sich führte, beginnen mit dem 1. Januar 1592 und enden einige Tage vor seinem Tod, der ihn in seiner letzten siegreichen Seeschlacht am 16. November 1598 durch eine Gewehrkugel ereilte. Die Bücher besitzen allesamt eigene Namen, die den Tierkreiszeichen des Chinesischen Kalenders entnommen sind und hier nachfolgend aufgeführt werden:

### Imjin Ilgi
Das Imjin Ilgi (임진일기) beinhaltet insgesamt 27 Seiten, umfasst die Kampfhandlungen des Imjin-Jahres 1592 und in diesem, die Zeiträume vom 1. Februar bis zum 22. März, vom 1. Mai bis zum 4. Mai, vom 29. Mai bis zum 10. Juni und vom 24. August bis zum 28. August sowie Kämpfe vom 1. Februar bis zum 2. März des Jahres 1593, das als Gyesa-Jahr in dem Buch bezeichnet wird.

### Gyesa Ilgi
Das Gyesa Ilgi (계사일기) beinhaltet insgesamt 30 Seiten und beschreibt den Rest den Gyesa-Jahres, angefangen vom 1. Mai bis zum 15. September.

### Gabo Ilgi
Das Gabo Ilgi (가보일기) beinhaltet insgesamt 52 Seiten und beschreibt die Kämpfe vom 1. Januar bis zum 28. November des Jahres 1594.

### Eulmi Ilgi
Das Eulmi Ilgi (을미일기), das das Jahr 1595 beschrieb, ist nicht mehr verfügbar.

### Byeongsin Ilgi
Das Byeongsin Ilgi (병신일기) beinhaltet insgesamt 41 Seiten, auf denen Kampfhandlungen des Byeongsin-Jahres dokumentiert sind. Sie umfassen den Zeitraum vom 1. Januar bis zum 11. Oktober 1596.

### Jeongyu Ilgi
Das Jeongyu Ilgi (정유일기) beinhaltet insgesamt 27 Seiten des Jeongyu-Jahres mit Beschreibungen vom 1. April bis zum 8. Oktober.

### Sok Jeongyu Ilgi
Das Sok Jeongyu Ilgi (속정유일기) beinhaltet insgesamt 20 Seiten und bezieht sich auf den Zeitraum vom 4. August 1597 bis zum 4. Januar 1598.

### Musul Ilgi
Das Musul Ilgi (무술일기) beinhaltet die letzten 8 Seiten von seinen letzten Kampfhandlungen, die vom 15. September bis zum 7. Oktober  1598 dokumentiert sind.

## Weltdokumentenerbe
Im Jahr 2013 ernannte die UNESCO die Nanjung Ilgi zum Weltdokumentenerbe und nahm damit die Sammlung in das Memory of the World Register auf.